# پگنیتس (رود)
 پگنیتس رودی است که از فرانکونی سرچشمه می‌گیرد و به رگنیتس می‌ریزد. این رود از کشور آلمان می‌گذرد. طول آن ۱۱۵ کیلومتر (۷۱ مایل)، ارتفاع سرچشمه آن ۴۲۵ متر (۱٬۳۹۴ فوت) است.